# Potamón de Mitilene
Potamón de Mitilene (en griego: Ποτάμων ὁ Μυτιληναῖος, Mitilene (Lesbos), c. 65 a. C. - c. 25) fue un antiguo retórico e historiador griego.

## Biografía
Era hijo del filósofo y retórico griego Lesbonax, y él mismo, según la Suda fue un retórico en la época del emperador romano Tiberio, de cuyo favor disfrutaba.
Era notorio por la rivalidad con el famoso Teodoro de Gadara en la educación del futuro segundo emperador. Su ciudad lo envió a la embajada de Roma en el 45 a. C. y en el año 25.
Cuando su hijo fue asesinado, según Séneca el Viejo, pronunció una suasoria a los espartanos, en donde los instaba a escapar de las Termópilas, compitiendo con su rival Lesbocle, quien cerró la escuela de retórica después de la muerte del hijo.
Plutarco lo menciona como una autoridad sobre Alejandro Magno. Y sea él a quien Luciano expresa que Potamón pudo haber alcanzado la edad de noventa años.

## Obras
La Suda informa que Potamón escribió sobre alejandrografía, con su obra Sobre Alejandro de Macedonia (Περὶ Ἀλεξάνδρου τοῦ Μακεδόνος) y sobre la historia local, componiendo los Anales de Samos (῞Ωρους Σαμίων). De estas dos obras solo queda la mención en la enciclopedia bizantina.
De su actividad retórica escribió otras obras, mencionadas de manera similar en la Suda, como Elogio de Bruto (Βρούτου ἐγκώμιον) y Elogio de César (Καίσαρος ἐγκώμιον) , además del tratado Sobre el orador perfecto (Περὶ τελείου ῥήτοροοος).
Tal vez debería agregarse a estas obras Sobre lo diferente, citada por Amonio.